# Emballonura semicaudata
Emballonura semicaudata es una especie de murciélago de la familia Emballonuridae.

## Distribución geográfica
Se encuentra en Samoa Americana, Fiyi, Guam, Micronesia, Palaos, Samoa, Tonga y Vanuatu.

## Hábitat
Su hábitat natural son: las Cuevas.

## Estado de conservación
Se encuentra amenazada de extinción por la pérdida de su hábitat natural.